# Hilda undata
Hilda undata är en insektsart som först beskrevs av Walker 1851.  Hilda undata ingår i släktet Hilda och familjen Tettigometridae. Inga underarter finns listade i Catalogue of Life.